# Rio Irgiz
Irgiz é um rio de 593 quilômetros de comprimento nas províncias de Aktobe e Kostanay, no Cazaquistão. É um rio tributário na direita do Rio Turgai.